# Ubåtskrigföring

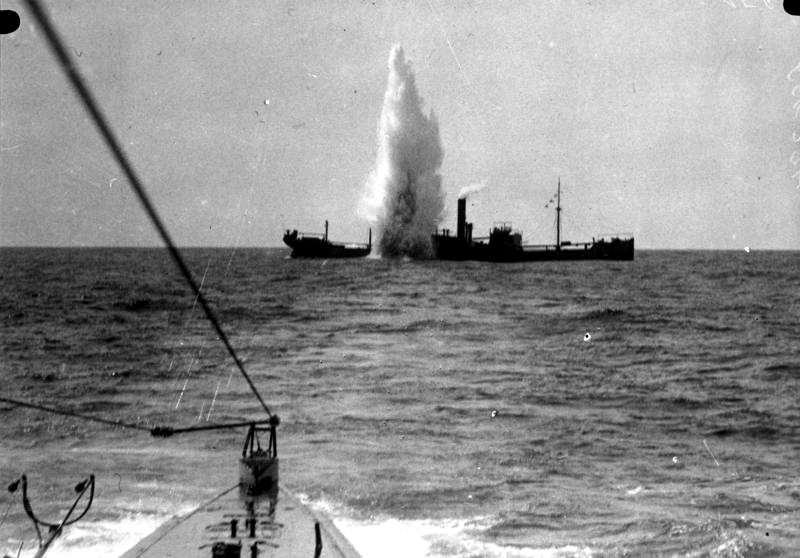
En tysk ubåt skjuter på det brittiska fraktfartyget Maplewood, april 1917

Ubåtskrigföring är den del av sjökrigföringen som utförs av ubåtar, och utgör en del av undervattenskrigföring. Ubåtskrigföringen fick första gången större betydelse under första världskriget och var av stor vikt under andra världskriget, både i Atlanten och Stilla havet.

## Oinskränkt ubåtskrig
I enligt med Haagkonventionerna av 1899 och 1907 förmodades ubåtar ge handelsfartyg förvarning om att ubåten avsåg att angripa dem, för att ge fartygens besättning möjlighet att undsätta sig. Under första världskriget visade sig dessa regler vara svåra att följa.
Att sänka handelsfartyg utan förvarning kom att betecknas oinskränkt ubåtskrig och tillämpades av tyska ubåtar under stora delar av första världskriget. Den tyska ubåtskrigföringen kom att bli en av de officiella orsakerna till USA:s inträde i första världskriget 1917.